# Mjölby baptistförsamling
Mjölby baptistförsamling var en frikyrkoförsamling i inom Svenska Baptistsamfundet. Församlingen grundades 1879 och var verksam inom Mjölby kommun. 

## Historik
Mjölby baptistförsamling bildades 1879 och bestod då av 45 medlemmar. År 1880 till 1883 låg församlingen vilande, då det hade uppstått meningskiljaktiheter i församlingen. Mjölby baptistförsamling bildades åter igen 22 februari 1883 och bestod då av 16 medlemmar. Församlingen uppgick 1989 i Andreasförsamlingen.

## Pastorer
- 1893–1894: Karl Alinder[2]
- 1895–1898: Carl Gustaf Lundin[2]
- 1899–1902: Anders Petter Källman[2]
- 1902–1907: Richard Johansson[2]
- 1906–1912: August Theodor Lindskog[2]
- 1912–1915: Ossian Mollander[2]
- 1916–1920: Claes Hjalmar Ahlvén[2]
- 1919–1920: August Emanuel Åsberg[2]
- 1921–1926: Valfrid Thysén Bengtsson[2]
- 1924–1926: Karl Otto Bergdahl[2]
- 1926–: Karl Bernhard Andersson[2]